# Boo! Human
Boo! Human — студийный альбом американской инди-рок-группы Joan of Arc, выпущенный 20 мая 2008 года лейблом Polyvinyl Record Co.. В мае и июне 2008 года группа рекламировала альбом, отправившись в турне по США вместе с 31Knots. 8 августа 2008 года был выпущен клип на песню «A Tell-Tale Penis», режиссёром которого выступил Кристофер Перковиц-Колвард.

## Отзывы
| Совокупная оценка | Совокупная оценка |
| Источник          | Оценка            |
| ----------------- | ----------------- |
| Metacritic        | 71/100            |
| Оценки критиков   |                   |
| Источник          | Оценка            |
| AllMusic          | [ 1 ]             |
| Tiny Mix Tapes    | [ 8 ]             |

Альбом получил положительные отзывы музыкальной критики и интернет-изданий: Allmusic. На интернет-агрегаторе Metacritic, который присваивает нормализованный рейтинг из 100 баллов по рецензиям основных изданий, альбом получил средний балл 71, что означает «благоприятный приём».
Джон Буш отметил в Allmusic, что «Наиболее похожий по звучанию и исполнению на So Much Staying Alive and Lovelessness, диск Boo! Human сочетает в себе сложные журналистские наблюдения Кинселлы с резким, порой атональным аккомпанементом группы. Однако, как и в лучших альбомах Joan of Arc, вокал и музыка следуют одним и тем же интригующим поворотам — никогда не следуя по проторённому пути, а исследуя интригующие дороги и всегда прибывая в один и тот же пункт назначения. Звучание стало гораздо более насыщенным, чем было у Joan of Arc в течение некоторого времени, и этот альбом легко поддаётся влиянию — по крайней мере, для поклонников исповедального пост-рока в стиле Чикаго. В „Just Pack or Unpack“ отлично прописано взаимодействие группы, которая доводит тексты Кинселлы до ума, а также нестандартная манера исполнения, которая включает в себя несколько коротких интерлюдий для атональных гитарных партий, которые медленно достигают пика и ещё медленнее исчезают. Кинселла, как ни странно, не ограничивается самыми жёсткими текстами, и группа варьирует своё звучание соответствующим образом, будь то лязг струн на минутной „9/11 2“ или удовлетворение и созерцание на следующем треке, „A Tell-Tale Penis“. Если когда-либо певец/автор песен и казался специально созданным для чикагского авангардного/пост-рокового сообщества, то это должен быть Тим Кинселла».

## Список композиций
1. «Shown and Told» — 3:22
2. «Laughter Reflected Back» — 2:44
3. «Just Pack or Unpack» — 5:09
4. «9/11 2» — 1:19
5. «A Tell-Tale Penis» — 3:50
6. «Everywhere I Go» — 1:23
7. «Vine on a Wire» — 4:57
8. «Insects Don’t Eat Bananas» — 1:50
9. «Lying and Cheating Mind» — 0:25
10. «If There Was a Time #1» — 3:29
11. «The Surrender #1» — 3:14
12. «If There Was a Time #2» — 3:57
13. «The Surrender #2» — 4:50
14. «So-and-So» — 3:12